# Snyder (Nebraska)
Snyder je selo u američkoj saveznoj državi Nebraska. Prema popisu stanovništva iz 2010. u njemu je živjelo 300 stanovnika.